# Нагорне (Беїмбета Майліна район)
Наго́рне (каз. Нагорный) — село у складі району Беїмбета Майліна Костанайської області Казахстану. Входить до складу Калінінського сільського округу.
Населення — 372 особи (2021; 434 у 2009, 540 у 1999, 602 у 1989).